# Decameron (programma televisivo)
Decameron è stato un programma televisivo satirico condotto da Daniele Luttazzi, in onda su LA7 il sabato in seconda serata dal 3 novembre 2007 al successivo 1º dicembre.

## Il programma
Della trasmissione, come indicato dal titolo, erano previste dieci puntate, ma l'emittente la interrompe dopo la registrazione della sesta, che non viene mandata in onda. La quinta puntata viene trasmessa il 1º dicembre 2007 e il 6 dicembre in replica.
Il programma, sottotitolato "politica, sesso, religione e morte", era introdotto da un monologo satirico di circa un quarto d'ora sull'attualità, seguito da una miriade di brevi sketch di genere comico grottesco e surreale, interpretati da giovani attori teatrali. La chiusura era affidata a una rubrica satirica sulle ultime notizie, presentata da Luttazzi.
Luttazzi aveva impiegato quattro anni per scrivere i testi di Decameron. Parte dei testi erano tratti dal suo repertorio teatrale, elaborato durante il periodo di allontanamento dalla tv. Il titolo creava un parallelismo con l'omonima opera di Giovanni Boccaccio: se nella finzione del libro le novelle nascono dalla fantasia di un gruppo di giovani che si trattengono per dieci giorni fuori dalla città colpita dalla peste, il programma criticava "la peste che ammorba l'occidente", ovvero "il pensiero unico, guerrafondaio, reazionario, liberista, che cerca di governare il mondo con le sue politiche antisociali, il precariato di massa e le speculazioni finanziarie".

## Sospensione
La trasmissione aveva segnato il ritorno di Luttazzi alla conduzione di un programma televisivo dopo il suo allontanamento dalla RAI in seguito al cosiddetto "editto bulgaro". Tuttavia, dopo solo cinque puntate la trasmissione viene sospesa dal direttore di La7 Antonio Campo Dall'Orto, che adduce come motivo una battuta satirica di Luttazzi contro i responsabili e i propagandisti del coinvolgimento italiano nella guerra in Iraq, in cui era protagonista Giuliano Ferrara (all'epoca, un noto volto di LA7). Nel 2012 il tribunale di Roma stabilisce in primo grado che la chiusura del programma fu arbitraria, e condanna La7 al risarcimento di Luttazzi e al pagamento delle penali, per un ammontare di 1.200.000 euro.
Nella battuta, la voce di una donna chiede a Luttazzi: 
E Luttazzi risponde: 
(La battuta di Luttazzi a Decameron)
Luttazzi ha dichiarato che la notizia della sospensione gli è giunta tramite un SMS da parte del direttore de LA7 Antonio Campo Dall'Orto, che gli imputava di aver offeso Ferrara.

### Reazioni
Poiché la puntata dell'8 dicembre, già registrata ma mai andata in onda, si apriva con un monologo satirico sull'ultima enciclica del Papa e sulle ingerenze della chiesa nella politica italiana, Dario Fo ha sostenuto che in realtà la battuta incriminata era solo un pretesto per sospendere la trasmissione.
Analogamente a quanto fece Sabina Guzzanti dopo che il suo Raiot, nel 2003, era stato sospeso dopo una sola puntata, Luttazzi decise di rappresentare dal vivo a teatro, con gli attori del programma, la puntata soppressa.

### Denuncia del Cdr del Tg di La7
Nei giorni successivi alla chiusura del programma, Adalberto Baldini, del Cdr di La7, denuncia che al Tg della rete fu impedito di darne notizia dal direttore Antonello Piroso. Il giornalista rimarca inoltre che la puntata in oggetto era stata seguita da quasi 3.000.000 di spettatori, ottimi ascolti per la media della rete.

### Accuse di plagio

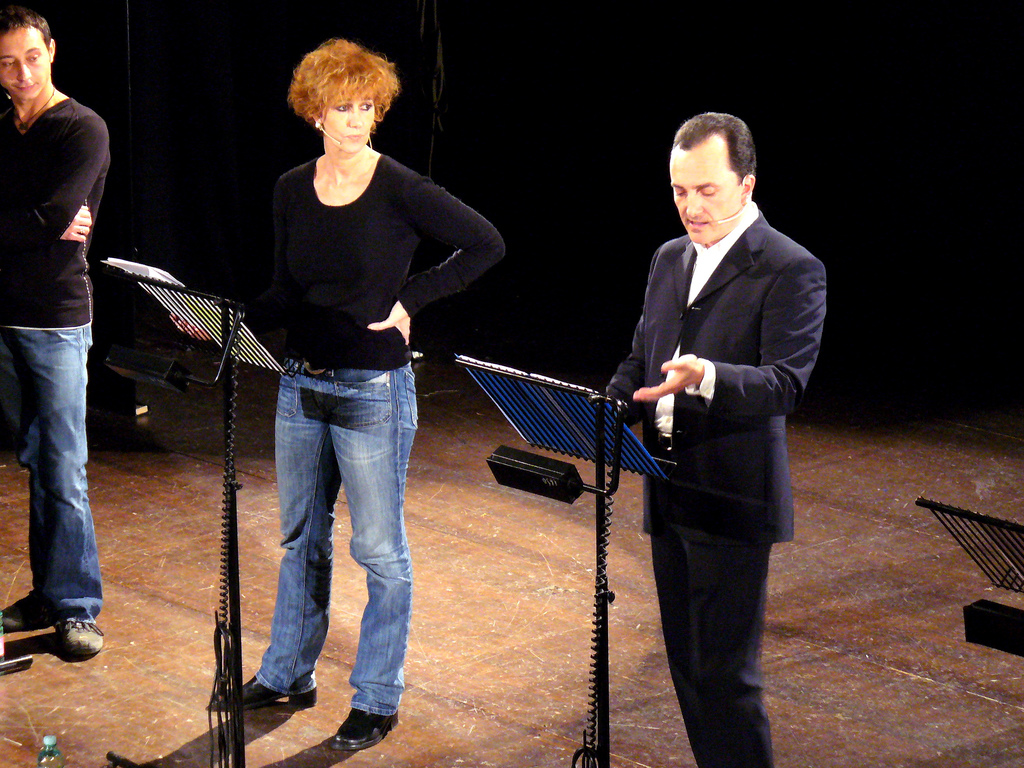
Luttazzi a Roma nel 2007

Nelle polemiche seguite alla chiusura del programma, il giornalista de Il Foglio Christian Rocca accusò Luttazzi di aver copiato la sua battuta su Ferrara dal comico statunitense Bill Hicks. L'accusa di Rocca venne ripresa da Repubblica.it, Tg1, Glob (RaiTre), Libero, e da Edmondo Berselli (L'Espresso).
Repubblica.it scrisse "I blogger 'smascherano' il comico. Le frasi su Ferrara potrebbero essere, in realtà, un plagio." In particolare, Repubblica aveva ripreso l'articolo di un blogger, che usava il paragone Bill Hicks come esempio della differenza tra la libertà di espressione in Italia e negli Stati Uniti, mentre Repubblica lo ribaltava come "scoperta di plagio." Il blogger beffò Repubblica ridirezionando gli utenti che arrivavano al suo blog a un sito porno con scene di coprofagia che ricordavano la battuta su Ferrara.
Nella causa seguita alla chiusura del programma, La7 usò anche l'argomento del plagio. Nel 2012, Luttazzi vince la causa: il giudice riconosce, fra le altre cose, che la battuta su Ferrara non fu plagio.

## Processo
Nel marzo 2012, La7 perde la causa contro Luttazzi. Secondo la sentenza, 1. La7 chiuse Decameron in modo arbitrario e illegittimo. 2. La battuta su Giuliano Ferrara non fu insulto, ma satira. Il giudice condanna La7 a un pagamento che, fra penali e mancati versamenti, ammonta a 1.200.000 euro lordi, più interessi e spese legali."Il tribunale di Roma ha tutelato il diritto di fare satira sancito dalla Costituzione" commenta Luttazzi sul suo blog.